# Dąbrówka (Sanok)
Dąbrówka – dzielnica miasta Sanok. Pierwotnie wieś, powstała z połączenia Dąbrówki Polskiej i Dąbrówki Ruskiej.
Jest położona na Pogórzu Bukowskim przy drodze krajowej nr 28.

## Historia
Pierwotnie była to wieś niemiecka (zob. Głuchoniemcy), później polska, co uwydatniło się poprzez kolejne człony przydawkowe nazwy. Jako wieś została wspomniana w dokumencie z 1523 Dąmbrowka ... iure Thutonico, in villa Almanica Dąbrowka 1552, Dąmbrowka Niemieczka 1565, Dąmbrowka Niemiecka 1654, Dąbrowka Polska 1745, rus. Dubrovka Hermanska, Dąbrówka Polska XIX i XX wiek. Jeszcze w okresie XVI wieku przeważała ludność niemiecka. Była to zapewne królewska wieś służebna zamku sanockiego.
Jako część miasta Dąbrowka Polska rozpościerała się pomiędzy Stróżnią a Glinicami. Drugą nieistniejącą wsią, a obecnie składową dzielnicy jest Dąbrówka Ruska.
Na przełomie XIX i XX wieku właścicielem tego terenu był Aleksander Mniszek-Tchorznicki. Do niego należały m.in. Glinice i park położony przy obecnej ulicy 1000-lecia obok torów kolejowych. Ponadto przy ulicy Aleja Najświętszej Marii Panny, powyżej Cerkwi św. Dymitra obok cmentarza parafialnego znajduje się kaplica grobowa rodzin Rylskich i Tchorznickich, która jest uznana za obiekt zabytkowy.
15 października 1948 wsie Dąbrówka Polska i Dąbrówka Ruska zostały połączone w jedną wieś Dąbrówkę. W latach 1954–1961 wieś należała i była siedzibą władz gromady Dąbrówka. Uchwałą Prezydium Wojewódzkiej Rady Narodowej z 1 stycznia 1962 roku wieś przyłączono do miasta Sanok, dzięki czemu obszar Sanoka powiększył się o 2200 ha. Od tego czasu stanowi dzielnicę Dąbrówka.
W Dąbrówce w latach PRL przy ulicy Okulickiego, prowadzącej do Sanoczka, zostały zlokalizowane: Centrala Nasienna (nadal działająca i m.in. skupująca zboża z okolicznych wsi i produkująca różnego rodzaju pasze) oraz Spółdzielnia Kółek Rolniczych (SKR), której baza stoi do dziś.

## Obiekty
- Cerkiew św. Dymitra w Sanoku
- Kościół Narodzenia Najświętszej Maryi Panny w Sanoku
- Sanok Dąbrówka – stacja kolejowa
- Zespół pałacowo-parkowy Rylskich i Tchorznickich w Sanoku

Przemysł
- Automet